# Санджрани, Садик
Садик Санджрани (англ. Sadiq Sanjrani; род. 14 апреля 1978, Нок-Кунди, Белуджистан) — государственный и политический деятель Пакистана, уроженец провинции Белуджистан. С 12 марта 2018 по 8 марта 2024 года  занимал должность председателя сената Пакистана. Являлся самым молодым в истории председателем сената Пакистана, а также первым выходцем из провинции Белуджистан на этой должности.

## Биография
Родился 14 апреля 1978 года в Нок-Кунди, пакистанская провинция Белуджистан. Получил начальное образование в Нок-Кунди, а затем переехал в Исламабад, где получил степень магистра. Согласно другим данным — получил степень магистра в университете Белуджистана.
В 1998 году начал политическую карьеру в качестве координатора команды премьер-министра Наваза Шарифа, где работал до военного переворота 1999 года. В 2008 году был назначен ответственным за группу по рассмотрению жалоб в секретариате премьер-министра Юсуфа Раза Гиллани, где оставался в течение пяти лет.
В 2018 году был избран на выборах в сенат Пакистана в качестве независимого кандидата от Белуджистана. Принял присягу сенатора 12 марта 2018 года. В тот же день был избран 8-м председателем сената Пакистана. Получил 57 голосов из общего числа поданных 103 голосов и победил Раджу Зафара-уль-Хака, кандидата от Пакистанской мусульманской лиги (Н), который получил 46 голосов. Садик Санджрани был избран председателем сената голосами Пакистанской народной партии, Движения Муттахида Кауми, Движения за справедливость и независимых сенаторов от Белуджистана и Территории племён федерального управления. Стал первым председателем сената из провинции Белуджистан, и самым молодым председателем сената в истории в возрасте 39 лет. Он был относительно мало известной фигурой в политическом спектре Пакистана до того, как был избран председателем сената.
В сентябре 2018 года выступил перед Национальным собранием Азербайджана накануне празднования 100-летия со дня его основания. 1 августа 2019 года оппозиционные партии в сенате представили вотум недоверия с целью отстранить его от должности председателя. Постановление было внесено в сенат, и его поддержали 64 сенатора. Вотум недоверия не был принят, поскольку оппозиционные партии набрали всего 50 голосов, что на 3 голоса меньше, чем нужно было для принятия решения. Садик Санджрани по-прежнему остается председателем сената Пакистана после того, как не был принят вотум недоверия. Это стало очевидной победой правительственной коалиции Движения за справедливость и подтверждением доверия сенаторов к председателю.

## Примечание
1. 1 2 3  Shahid, Saleem (12 марта 2018). Sadiq Sanjrani: a little-known politician from Chagai. DAWN. Архивировано 9 января 2020. Дата обращения: 12 марта 2018.
2. 1 2  Who is Senator Sadiq Sanjrani?. Geo. 12 марта 2018. Архивировано 15 января 2021. Дата обращения: 12 марта 2018.
3. 1 2 3  Opposition's Sadiq Sanjrani elected 8th chairman of Senate. The Express Tribune. 12 марта 2018. Архивировано 14 сентября 2020. Дата обращения: 12 марта 2018.
4. ↑  LIVE: PML-N-backed independent candidates lead in Punjab, PPP in Sindh. The Express Tribune. 3 марта 2018. Архивировано 7 января 2019. Дата обращения: 3 марта 2018.
5. ↑  Khan, Iftikhar A. (4 марта 2018). PML-N gains Senate control amid surprise PPP showing. DAWN.COM. Архивировано 7 января 2019. Дата обращения: 4 марта 2018.
6. ↑  Senate elect opposition-backed Sanjrani chairman and Mandviwala his deputy. The News (англ.). 12 марта 2018. Архивировано 12 марта 2018. Дата обращения: 12 марта 2018.
7. ↑  PML-N defeated: Opposition candidates Sanjrani, Mandviwalla take Senate's top slots. DAWN. 12 марта 2018. Архивировано 29 марта 2022. Дата обращения: 12 марта 2018.
8. ↑  Meer Sadiq Khan Sanjrani is the youngest-ever Senate Chairman. www.thenews.com.pk (англ.). Архивировано 25 июня 2018. Дата обращения: 13 марта 2018.
9. ↑  Sadiq Sanjrani: Pakistan's first senate chair from Balochistan. www.aljazeera.com. Архивировано 9 ноября 2020. Дата обращения: 14 марта 2018.
10. ↑  Little-known Pakistani politician appointed Senate chairman. Reuters. 13 марта 2018. Архивировано 9 ноября 2020. Дата обращения: 13 марта 2018.
11. ↑  Reporter, The Newspaper's Staff (23 сентября 2018). Sanjrani calls for regional cooperation. DAWN.COM. Архивировано 26 сентября 2018. Дата обращения: 27 сентября 2018.
12. ↑  Guramani, Dawn com | Nadir. Sadiq Sanjrani survives no-confidence vote in shock victory; opposition falls 3 short (англ.). DAWN.COM (1 августа 2019). Дата обращения: 3 августа 2019. Архивировано 2 августа 2019 года.